# 櫻田門外之變

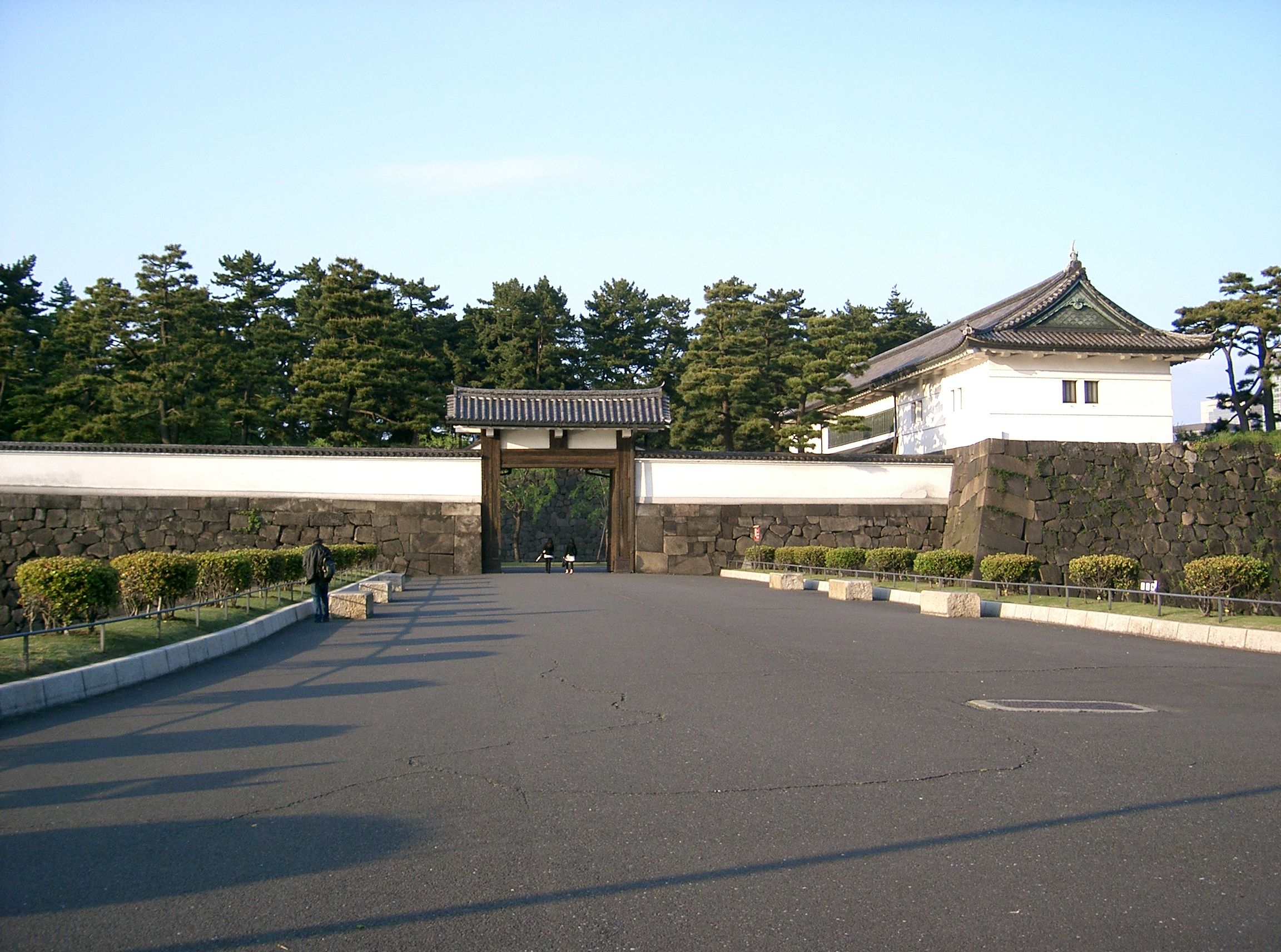
暗殺現場－櫻田門

櫻田門外之變是發生於日本安政七年三月三日（1860年3月24日）的一起政治暗殺事件，不滿幕府大老兼彥根藩藩主井伊直弼的水戶藩激進浪士，於江戶城櫻田門（今東京都千代田區的警視廳正對面）外突襲準備進城的井伊直弼隊伍，井伊直弼當場慘死。

## 背景
自黑船來航後，主張開國的彥根藩主井伊直弼與主張攘夷的水戶藩主德川齊昭對立日深，之後又為了十三代將軍的繼承人問題各自形成對立派系，政爭的結果由井伊直弼勝出，安政五年（1858年）井伊直弼出任幕府大老，不但獨斷地與美國簽訂《日美修好通商條約》。翌年（1859年）德川齊昭發動反攻，聯合越前藩主松平慶永、尾張藩主德川慶恕及自己的兒子一橋家當主一橋慶喜闖入江戶城質問井伊直弼，結果因為這種過於無禮的行為反遭井伊直弼下達永久退隱的處份。之後井伊直弼決定全力鎮壓反對勢力，大舉逮捕水戶藩及攘夷派的志士，並以嚴刑論處，釀成安政大獄，一時間風聲鶴唳，尤其水戶藩士的積怨已瀕臨界，有些謀畫暗殺的激進藩士為免連累本藩而事先脫藩變成浪士，反撲活動暗潮洶湧。
水戶藩的高橋多一郎和金子孫二郎等激进派浪人脱藩和萨摩藩的有村次左衛門暗地沟通，打算带领萨摩兵上京以孝明天皇敕書的名义发动军事政变，但因萨摩藩局势變化，两藩士的计划受挫。水戶的激进派决定策划袭击大老，萨摩只有有村一人参加。

## 暗殺
安政七年三月三日（1860年3月24日），這天是上巳之日，也是駐居在江戶的大名固定要進城謁拜的日子，以水戶藩浪士為主的暗殺集團決定於今日起事。
天寒未明，路上積雪處處，刺客一行饱餐一顿后由東海道品川宿（今東京都品川區）的旅店出發，經過大木戶後在札之辻轉向，途經網坂（今東京都港區的慶應義塾大學附近）、神明坂、中之橋，接著穿過櫻田通，在愛宕山的愛宕神社與次會合，向櫻田門进发。此時共計有水戶浪士17人、薩摩浪士1人，後世合稱「櫻田十八士」。由於井伊直弼的宅邸在櫻田門附近，櫻田門為井伊直弼進城的必經之路，所以暗殺集團便埋伏在櫻田門附近等候，直弼身邊僅帶著隨從等人，並沒有任何防備。
当天不合时令地下着大雪，能见度很差，护卫的侍从穿着蓑衣，刀藏在裡面，对袭击方来说是有利的条件。江戶幕府开幕以来在光天化日之下胆敢袭击大名座轿是想也未曾想到的事情，造成彦根藩的大意。

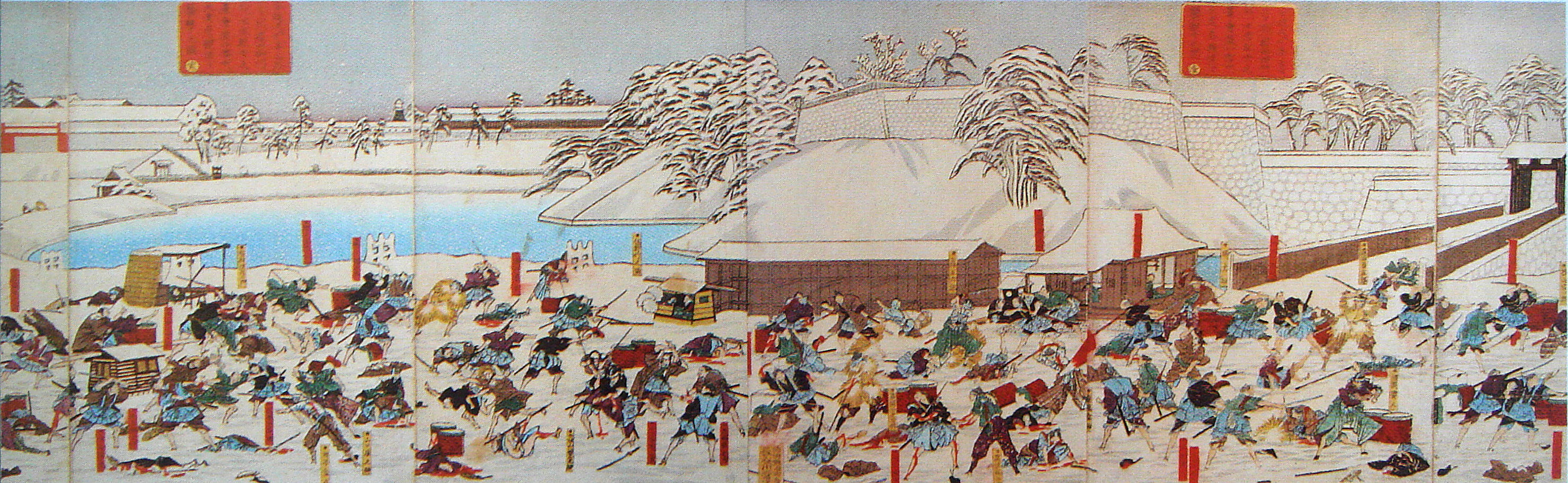
櫻田門外之變想像圖

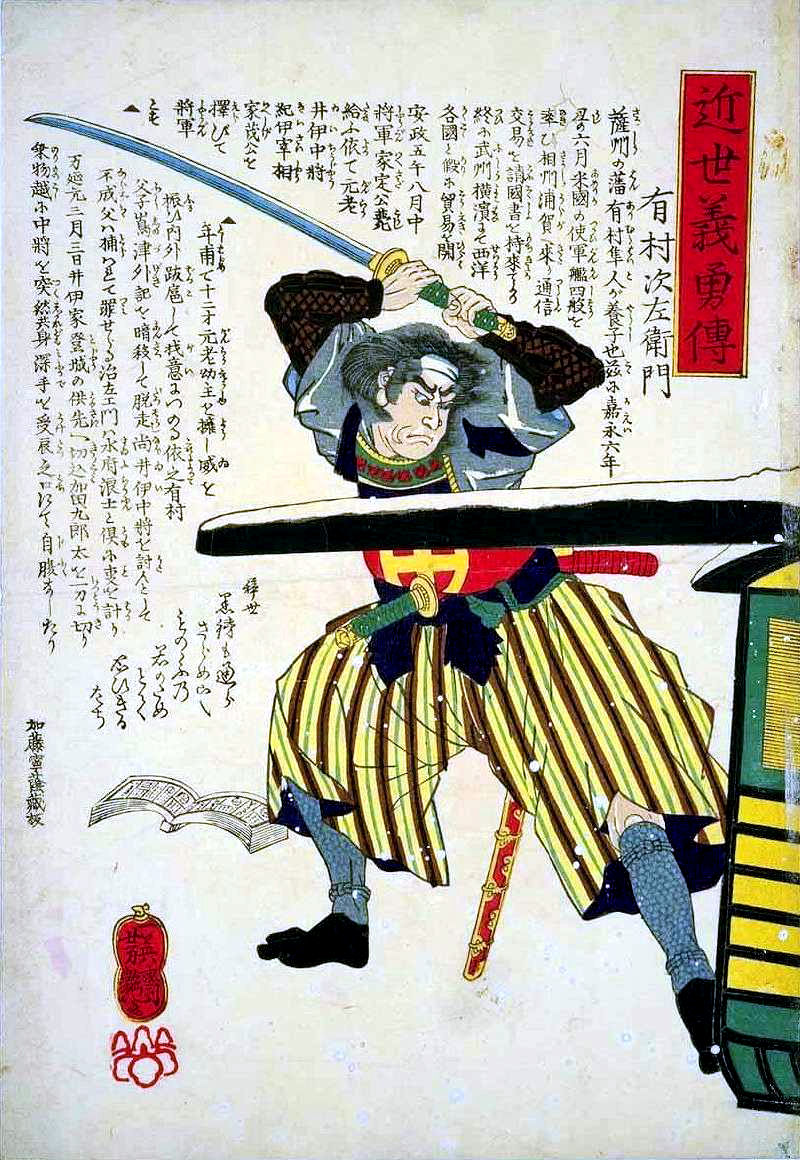
殺進井伊轎旁的有村次左衛門

上午9時許，井伊家開門，約60人的護衛隊伍圍繞著井伊直弼的大轎出來。暗殺團的森五六郎手持訴狀，偽裝成攔轎喊冤的樣子迅速接近井伊的隊伍，在與井伊家護衛糾纏之際，冷不防地拔刀砍殺井伊的護衛，其他護衛見狀蜂湧上前，此時暗殺團的黑澤忠三郎以手槍向井伊直弼的轎子開槍，貫穿轎子，射中井伊直弼的腰部與大腿，井伊直弼立刻无法动弹。這槍響同時也是暗殺團發動總攻擊的暗號，四面埋伏的暗殺份子紛紛突襲井伊隊伍。轿夫受惊吓一轰而散。数名侍卫想搬动座轿，被当场斩倒，不得不放弃座轿。彦根藩士因为刀在袋中无法拔出，有的只能用刀鞘抵抗，有的徒手抓对方刀时手指被斩落，处于不利的境地。只有二刀流高手河西忠左卫门冷静地脱掉蓑衣拔出刀来守护在座轿一侧，斩杀了稻田重藏等袭击者。但是一人难敌众人最后被杀。河西刀刃卷起的刀保存在彦根城博物馆。
井伊從附近趕來的護衛雖有人數上的優勢，但因大雪與措手不及而招架不住敗退。暗殺團的稻田重藏首先攻入井伊直弼的轎子附近，但遭直弼身邊的護衛砍死。隨後唯一的薩摩藩浪士有村次左衛門成功擊倒轎旁的護衛，一把將受重傷井伊直弼由轎中拖出斬首，與廣岡子之次郎一同帶著井伊的首級突圍，但先後被砍成重傷，最後朝向日比谷門方向逃逸。有村次左衛門在若年寄遠藤胤統的宅邸前切腹自盡，廣岡子之次郎則在姬路酒井家前切腹。暗殺團中同樣因重傷而切腹自殺的尚有山口辰之介及鯉淵要人。
通说袭击事件后彦根藩邸马上派人前往案發現場，回收了座轿和沾满鲜血的手指、耳朵；但由於直弼的首级被帶走存放於远藤家宅邸。彦根藩知道以后，謊称遭有村帶走的是年龄、体格和直弼相仿的鬥死藩士加田九郎太的首級，經溝通後將直弼首级帶回，在藩邸命典医和躯体缝合後下葬。
暗殺團事成後各自散逃，8人帶傷向官府自首，2人於逃亡途中被捕，1人於逃亡兩年後自殺，只有2人在逃亡後得享餘年。

## 死伤者和处分
袭击者中最初接近座轿的稻田重藏被河西斬倒后立刻死亡。有村次左卫门，广冈小之次郎、山口辰之介、鲤渊要人等在彦根藩士的拼死反击之下负重伤，到其他藩邸自首后切腹自刃，除此之外的要么自首要么被捕后被杀或死于狱中，只有增子金八和海后磋矶之介潜伏到明治年代活了下来。
井伊家除了井伊直弼另有8人死亡（当场死亡4人、伤重死亡4人）、13人负伤。死亡者准许保留武士名分。作为担当直弼护卫失败的责任，2年后1862年（文久2年）下达了对幸存者的处分决定：草刈鍬五郎等重伤者减俸並流放到藩领的下野国佐野幽禁處分，轻伤者全部被勒令切腹，无伤者和轿夫一律斩首、除去武士名分。处分不光涉及本人还连带亲族，对幕府家臣是很大的警示。

## 影响
井伊試圖把幕政由「與雄藩協調」的體制拉回「由幕府主导、阻止朝廷介入政治」的政治路線出現破綻，造成幕府权威丧失，幕末的尊王攘夷运动開始激化。最终拉开依靠恐怖暗杀来达到政治目的的序幕。
1864年（元治1年）天狗党之乱中，镇压叛乱的彦根藩士以为井伊直弼报仇为口号，封锁中山道迎击从筑波山向京都进发的水戶藩士。天狗党人不得不走美浓经飛驒进入越前，最后在敦贺投降，武田耕云斋等水戶浪人352人在此被处决。彦根藩士处决水戶浪人的刑场是来迎寺。

## 其后的井伊家
据当时的官方记载：「井伊直弼急病发作，在与病魔斗争中提出家业继承状，受理中病死」。这是幕府为了防止谱代大名井伊家和水戶藩进一步关系激化而作的掩盖。井伊家的菩提寺豪德寺井伊直弼墓碑上所刻死亡日期是「三月二十八日」。是为了隐瞒直弼的死讯，装作直弼在櫻田門外受伤；将军还给直弼的藩邸送来慰问品。大名们也纷纷效仿派使者来慰问，当中也有水戶藩的人，彦根藩士怒目相对。根据井伊家飞地世田谷代官大场家的记录，为了假装直弼只不过是受伤，大场家的人还举行了祈愿直弼早日康复的仪式。然而袭击过后尾張德川家等其他大名的座轿不断经过，很多人看到雪地上的鲜血，大老被暗杀的事情很快传扬出去。
1862年（文久2年）率兵上京的岛津久光拥护勅使大原重德要求幕府革新，要幕府在松平庆永的主导下清算井伊政权，结果罢免了直弼亲信的老中安藤信正和久世广周、剥夺井伊家京都守护的家职、让松平容保担任京都守护。井伊家石高也从35万石减为25万石。彦根藩不得不把直弼心腹长野主膳和宇津木景福斩首并断绝往来，但是没有对他们减封。
华族令施行时井伊家被封为伯爵，这个爵位是按照减封後的石高作为标准。如果石高35万石，井伊家认为领有半个近江国的话，应该是侯爵。然而减封後是9万石左右，即使不减封石高15万石也不可能是侯爵。爵位是按照华族令施行时的石高为准，跟因为安政大狱而遭到新政府冷遇完全没有关系。戊辰战争中，鳥羽伏見之戰中和萨摩藩兵一同守卫东寺和大津最初就显示出勤王的姿态，在逮捕近藤勇的过程中因为有功赏与2万石。直弼的儿子井伊直宪的妻子是有栖川宮家，井伊家作为旧谱代大名已经受到很多优待。

## 相关人物

### 櫻田十八士
- 關鐵之介（日语：関鉄之介）（徒士格，现场总指挥，没参加格斗；逃亡後被捕，1862年被斬首，享年40）
- 岡部三十郎忠吉（战斗现场清点，没参加格斗；逃亡後被捕，1861年被斬首，享年44）
- 稻田重藏正辰（郡方；本来要其与金子一同逃走，应本人强烈要求参加，戰死，享年47）
- 山口辰之介正（重伤后自刃，得年29）
- 鯉淵要人珍陳（神官；重伤后自刃，享年51）
- 廣岡子之次郎則賴（小普譜；重伤后自刃，得年21）
- 黑澤忠三郎勝算（日语：黒澤忠三郎）（马廻组；自首後病死，享年33）
- 齋藤監物一德（神官；自首後因傷重死亡，享年39）
- 佐野竹之助光明（日语：佐野竹之介）（小普譜；自首後因傷重死亡，得年21）
- 大關和七郎增美（日语：大関和七郎）（大番組；自首，1861年被斬首，得年26）
- 森五六郎直長（自首，1861年被斬首，得年24）
- 蓮田一五郎正實（日语：蓮田一五郎）（寺社方；自首，1861年被斬首，得年29）
- 森山繁之介政德（町方属吏；自首1861年被斬首，得年27）
- 海後磋磯之介（日语：海後磋磯之介）（神职；逃亡後改名为菊池刚藏，明治维新后在警视厅水戶县警察本部供职1903年没，享壽78）
- 杉山弥一郎当人（留付列；自首，1861年被斬首，享年38）
- 廣木松之介有良（町方属吏；逃亡後1862年自刃，得年27）
- 增子金八（逃亡後1881年歿，享年59）
- 有村次左衛門兼清（日语：有村次左衛門）（薩摩藩士；重伤后自刃，得年23）

### 彦根藩側
- 井伊直弼（大老，彦根三十五万石藩主；享年46）
- 岩崎德之进重光（伊贺奉行；负伤，归宅后死亡）
- 小河原秀之丞宗亲（小姓；戰死，享年30）
- 加田九郎太包种（骑马徒士；戰死，享年31）
- 河西忠左卫门良敬（剑豪；戰死，享年30）
- 日下部三郎右卫门令立（物头；负伤，在藩邸死亡，享年39）
- 越石源次郎满敬（负伤，归宅后死亡）
- 泽村军六之文（戰死）
- 永田太郎兵卫正备（戰死）
- 朝比奈三郎八（无伤，归宅后入狱，1862年被斬首）
- 朝比奈文之进（无伤，归宅后入狱，1862年被斬首）
- 小幡又八郎（无伤，归宅后入狱，1862年被斬首）
- 小岛新太郎（无伤，归宅后入狱，1862年被斬首）
- 长野十之丞（无伤，归宅后入狱，1862年被斬首）
- 藤田忠藏（轻伤，归宅后入狱，1862年被斬首）
- 水谷求马（无伤，归宅后入狱，1862年被斬首）

### 参与袭击
- 金子孙二郎教孝（日语：金子孫二郎）（郡奉行，主谋；在伏见被捕，1861年被斬首，享年58）
- 高桥多一郎爱诸（日语：高橋多一郎）（小姓头取，矢仓奉行，主谋之一；在大阪自刃，享年47）
- 高桥庄左卫门诸惠（多一郎的长子；在大阪自刃，得年19）
- 有村雄介兼武（日语：有村雄助）（次左卫门兄长；和萨摩藩的联络人、金子、佐藤一同上京；在伏见萨摩藩邸被捕，切腹，得年28）
- 佐藤铁三郎（日语：佐藤鉄三郎）（金子的副手，和金子一起在伏见被捕。流放后更名为安岛铁三郎，后写书记录下暗杀和上京途中的经过，明治期任水戶藩吏，1915年去世）
- 川崎孙四郎健干（日语：川崎孫四郎）（郡吏，在大坂的联络人；自刃，享年35）
- 小室治作（高桥的随从，自刃）
- 大贯多介则光（高桥的随从，被捕后死于狱中。得年26）
- 山崎猎藏恭礼（和萨摩藩士的联络人，被捕后绝食死。享年33）
- 岛男也龙雄（笠間藩士，高桥的随从，被捕后1861年死于狱中，享年53）
- 小野寺慵斋（土浦藩士，兵学者；参谋之一，1861年自刃）
- 宮田濑兵卫（事件后声称有关，向熊本藩自首，死于狱中，享年47）

### 其他
- 饭田左马忠彦（日语：飯田忠彦）（国学者，也是有栖川宮家的家臣，怀疑与此事有关联而被抓，自杀。享壽63）
- 滝本いの（关铁之介的情人。原本是吉原谷本楼的妓女。隐藏铁之介。被追踪铁之介的幕吏所抓，在传马町牢内受拷问致死，得年23）
- 佐久良东雄良哉（日语：佐久良東雄）（京都妙法院的武士。因为隐藏高桥多一郎，庄左卫门遭逮捕，绝食死，享年50）
- 后藤权五郎辉（乡士。和事件无关但因和当事人原本是朋友。用广木松之介的名义自首。1862年死于狱中，享年32）

## 和解
櫻田門外之變中敌对的水戶和彦根在事件发生110年后的1970年缔结为友好城市。水戶以偕乐园的梅花、彦根以城壕中的天鹅互赠对方。水戶和彦根和解的中介是敦贺，敦贺是天狗党之乱中屠杀天狗党的地方。水戶和敦贺因为天狗党的关系，在1964年结为友好城市。
2013年彦根市长选举时，有反对者指出候选人之一有村国知是仇人有村次左卫门的后代，这样人的怎么能成为彦根市市长。